# Фальц-Фейн Софія Богданівна
Софі́я Луїза Богданівна Фальц-Фейн, до шлюбу Кнауф (8 вересня 1839 — 17 червня 1919) — українська підприємиця й меценатка, співзасновниця заповідника Асканія-Нова і морського торгівельного порту Хорли. Керувала родинним бізнесом Фальц-Фейнів, «королів вівчарства». Саме під її керівництвом «імперія Фальц-Фейнів» досягла свого «золотого часу». Додала консервний, кондитерський, винний і кінний бізнеси, порт Хорли, що не замерзає, та пароплавство, впроваджувала інноваційні технології. Її лідерство відзначалося соціальною відповідальністю. Після революції 1917—1921 років залишилась в маєтку, у 1919 році загинула, найімовірніше, від рук більшовиків.

## Життєпис
Спеціальністю предка Фальц-Фейнів, Іоганна Георга Фейна (1773—1824) з м. Хемніц (Саксонія), була робота з машинами, такий фахівець знадобився для текстильних і суконних фабрик у м. Катеринослав (м. Дніпро), і Іоганн Георг Фейн на запрошення з 1807 року переїхів працювати фахівцем з виробництва текстильних машин.
1827 р. герцог Фердинанд Ангальт-Кеттенський звернувся до царя Миколи I з проханням дозволити створити в Таврійській губернії колонію зі своїх підлеглих. Він дав своїм новим володінням назву, яка походила від колишнього родового маєтку і титулу графів Асканійських, що належав ангальтським герцогам з 1330 р. Початок господарювання був невдалим, і новим його власником спочатку став герцог Ангальт-Дессауський. У 1845 р. Фрідріх Іванович Фейн придбав маєток «Преображенка», а в 1856 р. герцог Ангальт-Дессауський продав йому маєтки Асканія-Нова і Дух-Фіней поблизу Чорного моря за 525 тис. прусських талерів. Новий власник швидко підняв господарство.
Софія Луїза Кнауф народилася 1835 року в Катеринославі в родині німецьких колоністів Готліба та Марії Кнауфів. У 1863 році вона одружується з Едуардом Фальц-Фейном (1839—1873), хоча, кажуть, була закохана в його брата — Густава (1844—1890). На думку свекра, Фрідріха Фальц-Фейна, першим одружитися повинен був старший син, спадкоємець майна, і це вплинуло на рішення Софії. У шлюбі народила шестеро дітей. Через 20 років шлюбу Едуард помер, а Софія одружилася з коханим — Густавом Фальц-Фейном. По їх смерті у 1890 році Софія Фальц-Фейн успадкувала основну частину родинного майна. Саме під її керівництвом «імперія Фальц-Фейнів» досягла свого «золотого часу».
Фальц-Фейни були лютеранами — і це було непросто в напоказ православній державі. Їм кілька разів відмовляли то в отриманні статусу колоністів, то спадкових почесних громадян. З початком першої світової війни набирала силу антинімецька кампанія, родину Фальц-Фейнів піддають обшукам та конфіскаціям. В маєтку Преображенка, який належав Софії Богданівні Фальц-Фейн, поліція шукала бомби, що нібито виготовлялись тут, щоб допомагати німецькій армії, коли та наблизиться. Закони про «ліквідацію німецького засилля» діяли до лютневої революції 1917 року.

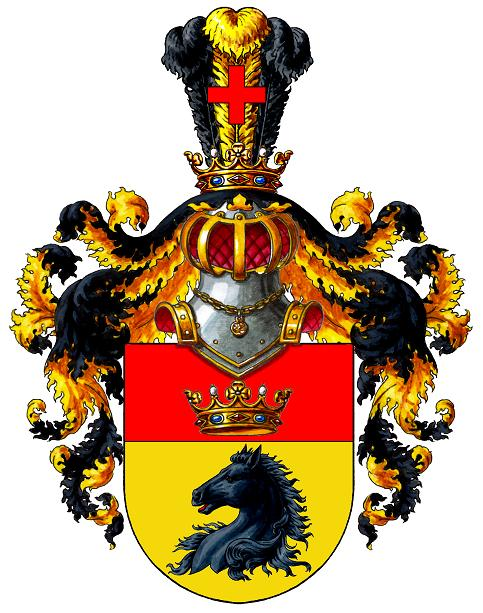
Герб родини Фальц-Фейнів

Коли почалася революція 1917—1921 років, Фальц-Фейни виїхали — частково до Німеччини, частково до Ліхтенштейну на запрошення князя Франца І. Софія Фальц-Фейн принципово залишилася у своєму маєтку. Існує кілька версій її загибелі, але найімовірніше 1919 року її вбили більшовики. Софія була вбита людьми, які називали себе революціонерами, однак неясно, за наказом чи в порядку самосуду. Є свідчення, що вбивць розстріляло їх керівництво за самосуд. Церемонія поховання відбулася в колі місцевих жителів.
Мати Фрідріха Фальц-Фейна.

### Розбудова «імперії Фальц-Фейнів»
Смерть другого чоловіка Софії Фальц-Фейн співпала із світовим обвалом цін на вовну. Дешева вовна з Австрії і Нової Зеландії наносила удари європейському виробнику. Вдова із вісьмома дітьми вирішила зберегти господарство для дітей: вона перевела торгівлю вовною і бараниною на внутрішні ринки імперії, куди конкуренти ще не дісталися, пускала на м'ясо і шкіру надлишок поголів'я. Софія уникнула банкрутства і зберегла близько 150000 голів овець для забезпечення внутрішнього ринку. Вилучені кошти вона почала вкладати в інші види підприємств. У 1890 році загальний дохід із маєтків, що належали Софії Фальц-Фейн, становив майже 900 тис. рублів.
У маєтках родини чи не вперше в регіоні з'явилося багато сільськогосподарських машин (сівалки, молотарки, трактори й ін.), які проходили доопрацювання відповідно до місцевих умов. Інноваційним рішенням було прокласти телефон і телеграф між маєтками, придбати легкові та вантажні автомобілі.
Згодом Фільц-Фейн додала підприємства із переробки продуктів сільського господарства: кондитерська фабрика в Дофіно (нині — смт Роздольне), винний завод у Преображенці та інші підприємства у Херсонській губернії, при маєтках були невеликі деревообробні підприємства та цегельні.
У маєтках будували вітряні млини, досконаліші та потужніші борошномельні підприємства (принаймні для частини з них закуповували сучасні потужні парові двигуни), в Миколаєві збудували пекарню.
В Одесі 1891 року з компаньоном було відкрито консервну фабрику — на її лого була золота рибка (можливо, осетер) на велосипеді. У 1893 році на виставці в Чикаго та в 1894 році в Антверпені продукція фабрики отримала нагороди за смакові якості, перелік дипломів і нагород поповнювався, на 1899 р. консервне меню зросло до 100 позицій. Того ж року компаньони створили акціонерне товариство Чорноморсько-Азовське товариство рибальства та консервного виробництва Ю. Л. Бейла, упродовж наступних трьох років Софія Фальц-Фейн викупила у свого компаньйона Ю. Л. Бейла його частку акцій і стала одноосібною власницею. У 1900 році філіал фабрики було відкрито в Очакові та Хорлах (тут переробляли для консервування помідори, зелень і фрукти).
1902 року в Дофіно, для заощадження на доставці фруктів й овочів в Одесу, за два місяці будується ще одна консервна фабрика як відділення Чорноморсько-Азовського товариства.

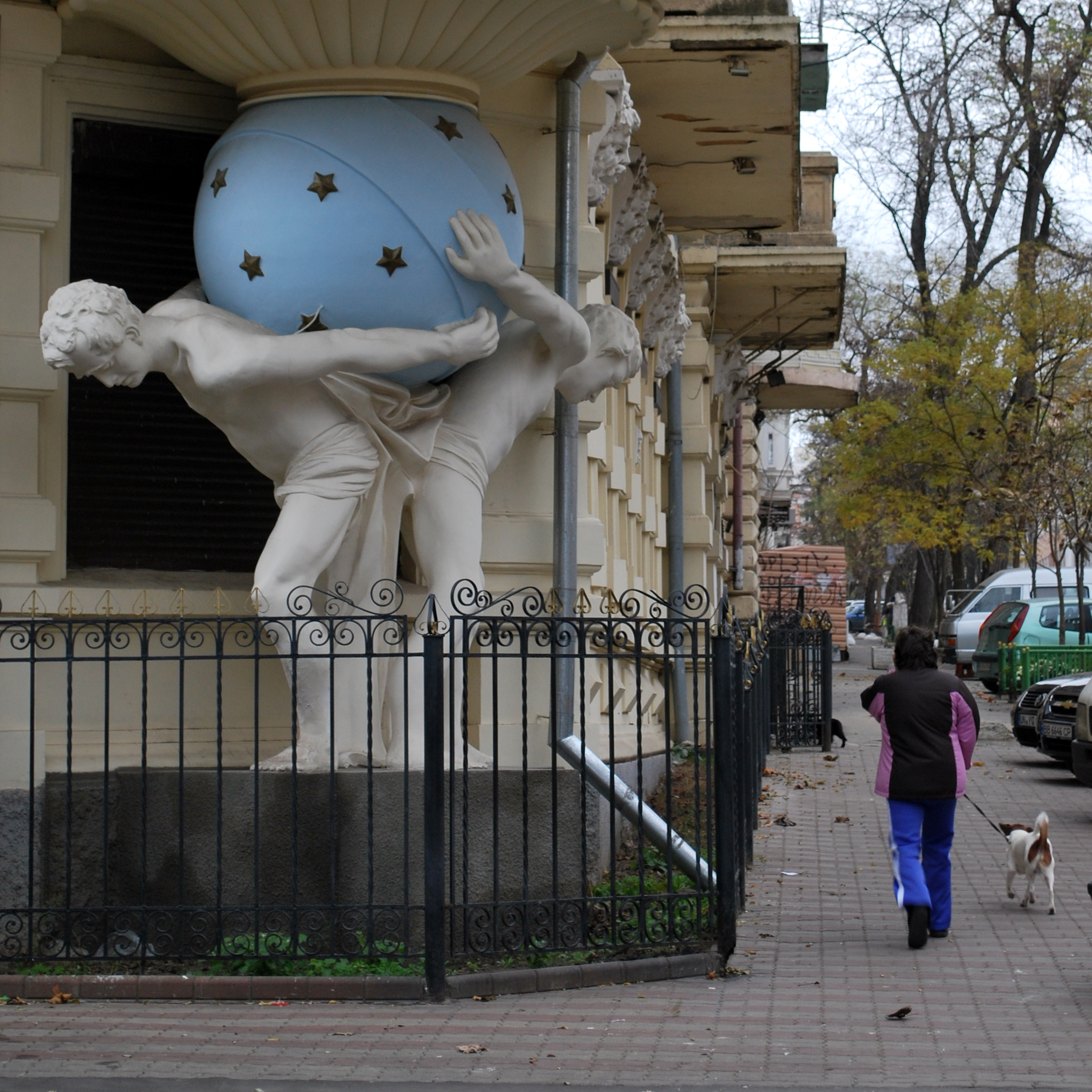
Будинок Фальц-Фейнів, Одеса

 Фальц-Фейн стає постачальницею армії, спеціальне підприємство отримує сучасне обладнання: електричне освітлення, льодовні для зберігання свіжих продуктів, мармурові столи, проточна вода, дотримання максимально можливих на той час стандартів чистоти та якості; для зберігання консервації під землею були облаштовані складські приміщення, обладнані телефоном й автоматичними підіймачами. Печі та пакувальні апарати були найновішої конструкції. Обсяги виробництва постійно зростали, тож на підприємство докуповували двигуни та нову техніку.
Від 1909 року в рекламі з'являється девіз фірми: «Всегда впереди всех по вкусу и качеству».
На початок XX століття Фальц-Фейни були найбільшими землевласниками — «Таврійськими королями». Зазначається, що вони мали білокам'яний палац у Преображенці, сучасні будівлі в Одесі, Москві, Херсоні; порти-містечка на берегах Дніпра, Лиману, Чорного моря; садиби в Біловезький Пущі, у Польщі; маєтки в Німеччині, Франції, Австрії та Африці та ін.

#### Порт Хорли

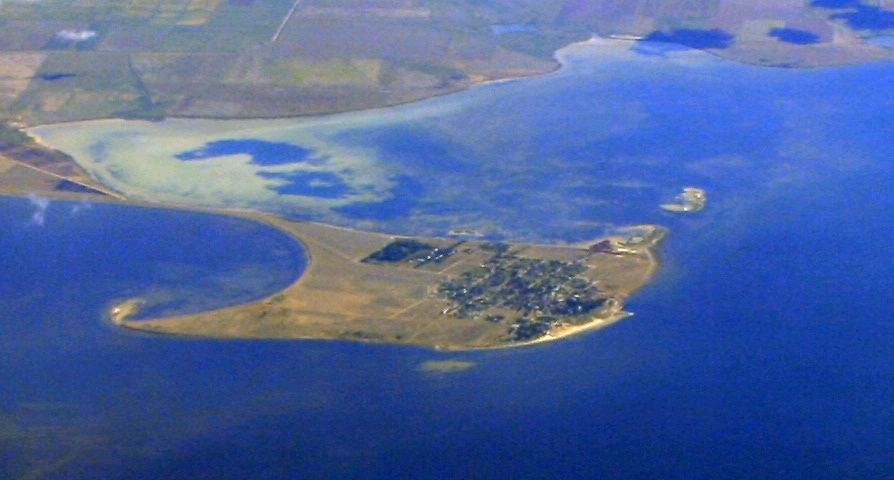
Порт Хорли

Софія Фальц-Фейн віднайшла в бібліотеці рядки Страбона, де він зазначав, що у Каркінітській затоці була гавань херсонесців, це надихнуло її відшукати місцевість і збудувати там порт. І в 1897 році Софія Фальц-Фейн заснувала порт Хорли на місці виявиленої в глибині Каркінітської затоки, західніше від Перекопа, незамерзущу бухту, яка підігрівалася теплим природним джерелом. Раніше, у 1895 році, конкурент Фальц-Фейнів Сергій Скадовський вже заснував місто Скадовськ.
У Хорлах була головна контора пароплавства Фальц-Фейнів (6 суден з флагманом «Софія» здійснювали товарні та пасажирські перевезення лінії Хорли — Одеса, Хорли — Севастополь) та представництва європейських контрагентів (на суднах під прапорами Німеччини, Австро-Угорщини, Італії, Греції до Європи доправлялися овечі шкури, зерно, м'ясо, худоба). Згодом у Хорлах відкрилося відділення російського банку для зовнішньої торгівлі.
В 1907 р. звідси було відправлено в Англію, Грецію, Голландію, Італію та Німеччину 2,2 млн пудів вантажу, головним чином зерна. А в 1913 р. вантажообіг порту вже склав 6,3 млн.
З метою отримання інфраструктури для експорту продукції інших виробників Софія Фальц-Фейн розгорнула «залізничний лобізм». Сергій Скадовський та Фальц-Фейни вели кількарічну боротьбу за право отримати залізничну гілку до своїх виробництв (до порту Скадовська й до порту Хорли відповідно), що суперечило інтересам Херсону. Обидві сторони використовували ангажовану пресу, корупцію та маніпуляції задля отримання інфраструктурних ресурсів для власного бізнесу, хоча потенціал Херсона й Херсонського порту був більшим проти Хорлів і Скадовська. Влітку 1905-го комісія визначила за доцільне будівництво саме гілки Херсон — Миколаїв. 1914 року було розпочато будівництво залізниці від Федорівки (поблизу Асканії-Нова) на Хорли та Скадовськ через Каланчак, революція 1917 року завадила добудувати проєкт, Хорли й Скадовськ досі не мають залізниці.

#### Страйкова боротьба та профспілковий рух
Модернізація в Російській імперії мала неорганічний, мобілізаційний характер, унаслідок «наздоганяючого» типу розвитку поєднувалися ознаки капіталістичної еволюції та залишки феодалізму, дії буржуазії на етапі ранньоіндустріального суспільства визначалися хижацькими методами, тому протистояння між панівними групами населення та низами набуло особливо гострого характеру.

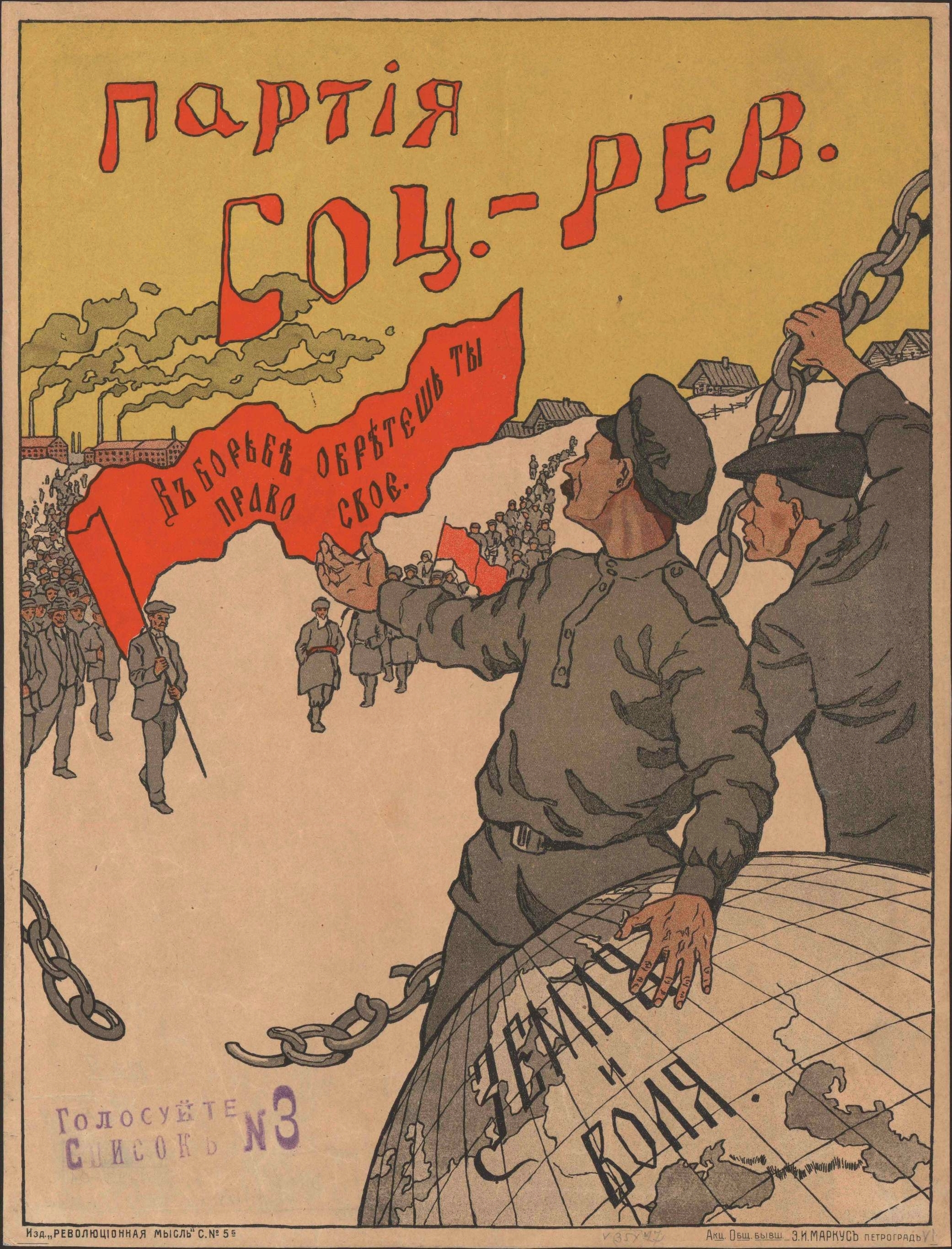
Агітаційний плакат есерів

Навесні 1906 р. команда пароплава «Софія» під тиском «опісля трьохразового відвідування агітаторів» доєдналася до страйку судноробітників, там де команди коливалися, агітатори погрожували позбавленням права служити на пароплаві за відкриттям «реєстрації». Аналіз списків команд довів відсутність на судні «Софія» медичного персоналу. Статут торговельний вимагав від капітанів «якнайчастіше здійснювати медогляд команди за допомогою суднового лікаря… або фельдшера». За відсутністю останніх Статут пропонував запрошувати «стороннього лікаря». Проте більшість судновласників не дотримувалась вимог законодавства.
Пізніше екіпажі суден Софії Фальц-Фейн входили до нелегальної Спілки чорноморських моряків, створеної у 1912—1913 роках в Константинополі та найбільшої за усю історію професійного руху в морському транспорті. Більшість команд, які входили до складу спілки, працювали на суднах з найважчими умовами праці, ініціаторами створення спілки стали кочегари О. Дорошенко, П. Панаситський, К. Кузьменко, І. Литвиненко, всього близько 10 матросів, що представляли команди різних суден, а також емігранти, члени партії есерів.
Максималізм революційних угрупувань, який нав'язувався морякам, заважав вирішенню нагальних завдань покращення становища робітників-моряків, а посилюючи соціальну напругу, створював перманентну кризову ситуацію в морському транспорті Півдня України, яка стала однією зі складових системної кризи, яка охопила всі сторони життя імперії на початку ХХ ст.

#### Соціальна відповідальність
Фальц-Фейни опікувались станом народної освіти. У 1891 р. Софія Фальц-Фейн відкрила школу в Чапельському помісті та купила дім для Олешківського жіночого народного училища, в 1902 р. відкрила школу в Хорлах (в одному класі навчалися 34 хлопчики і 22 дівчинки). Члени сім'ї були опікунами освітянських закладів: Олешківської жіночої гімназії, Олешківського земського дівочого профучилища, Олешківського училища з ремісничим класом, Лук'янівської сільськогосподарської школи, Сімферопольського жіночого училища, Херсонського реального училища та ін. Особливо талановитих дітей Фальц-Фейн відправляла навчатися за кордон.
Софія Фальц-Фейн сприяла покращенню медичного обслуговування місцевого населення. Фальц-Фейни жертвували гроші на будівництво лікарень, аптек та ін. 1896—1898 рр. у садибах Чаплі, Преображення, Софіївка, Черномор'є були лікарні на 10–15 ліжок. Софія Богданівна, будучи членкинею Товариства Херсонських лікарів, неодноразово виділяла кошти на придбання спеціалізованих видань, на розвиток бази фельдшерської школи при Богоугодних закладах. За її сприяння відкриті земський притулок для підкидьків, очна лікарня та будинок для літніх. В Одесі на кошти Софії Фальц-Фейн у розмірі 10.000 руб. була відкрита одна з чоловічих палат кращої на той час Євангелічної лікарні.
У 1902 р. Софія Фальц-Фейн пожертвувала 2.000 пудів хліба на користь голодуючих Дніпровського повіту. У 1894 р. у м. Херсон на вул. Поштовій (нині просп. Ушакова) відкрився будинок-притулок для бездомних, побудований на кошти Софії Фальц-Фейн, через який за рік проходило більше 50 тис. осіб. 1910 року на кошти баронеси було відкрито новий Міський нічліжний притулок ім. Г. І. Фальц-Фейна.
Також Софія Фальц-Фейн була однією з найактивніших членів Таврійського скакового товариства, де жертвувала великі суми. Софія Фальц-Фейн була однією з членів-засновників одеського Аероклуба; ввійшла в число 14-ти учасників купівлі першого російського аероплана у братів Вуазен (її внесок склав 500 руб.).
Управлінський персонал, а також постійні робітники разом зі своїми родинами, жили на території маєтків, для робітників і службовців із родинами будували службове житло (котеджі), а також мали мінімальні соціальні гарантії: отримання медичної допомоги за збереження платні на час хвороби, освіти для дітей тощо. Для потреб службовців села Преображенське засновано споживче товариство.
На пожертвування Софії Фальц-Фейн, лютеранки за віросповіданням, існувала римокатолицька церква в Перекопі; була розширена та облицьована мармуром лютеранська церква в Асканії-Нова. При цьому лютеранський храм приймав священиків всіх християнських віросповідань.

### Біографічні суперечності
Досить часто в літературі трапляються згадки про отримання родиною Фальц-Фейнів дворянства. Проте документального підтвердження цьому наразі немає. Лише один представник є бароном: Едуард Олександрович Фальц-Фейн отримав цей статус від князя Ліхтенштейна Франца І.

### Літературні твори про Софію Фальц-Фейн

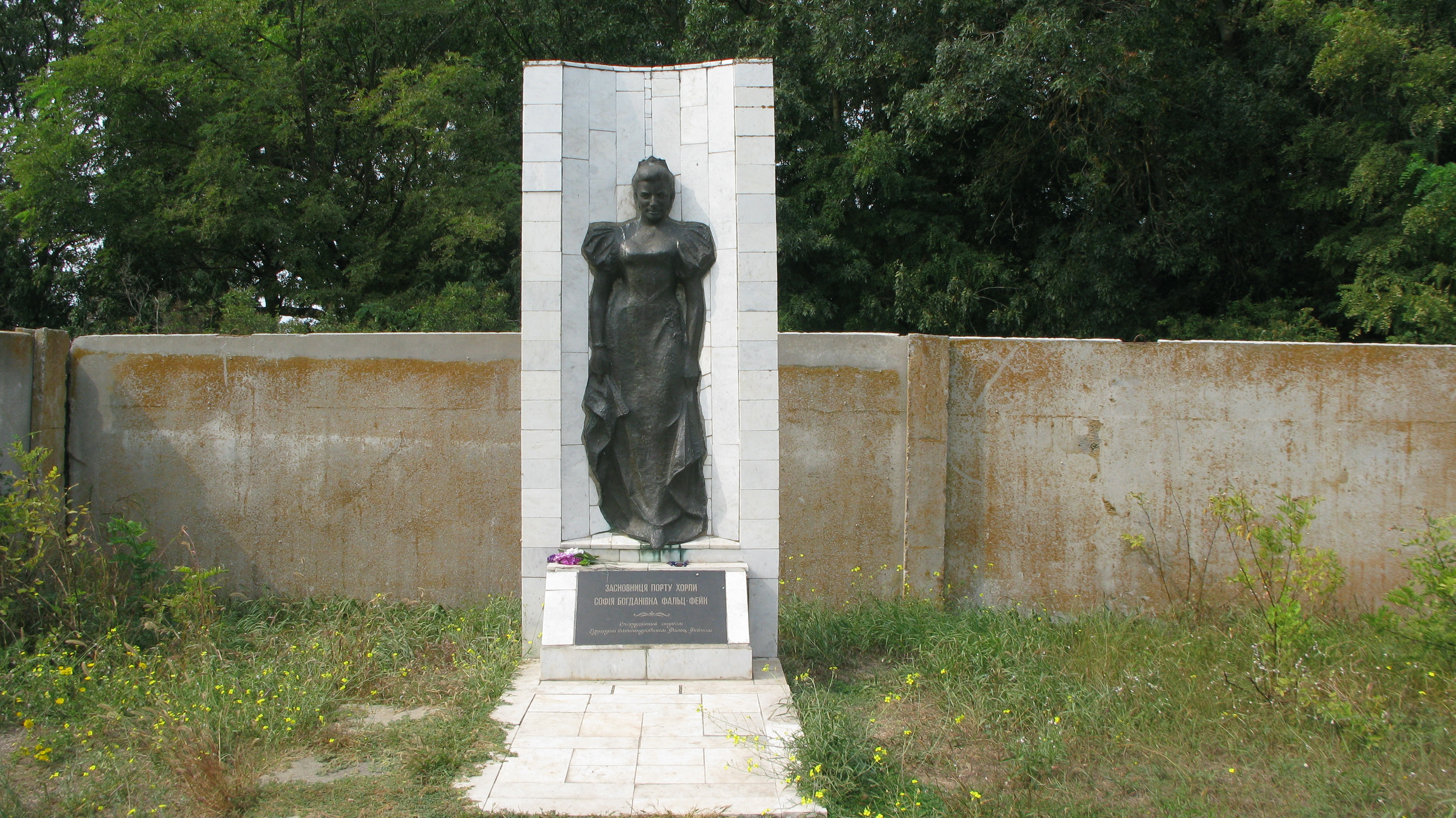
пам'ятник Софії Фальц-Фейн, с. Хорли

1930 р. у Німеччині вийшла друком книга В. Фальц-Фейна «Askania Nova» (а в Україні — в 1997 р.), яка стала першим документальним свідоцтвом життя родини. Ініціатором відновлення пам'яті про Софію Фальц-Фейн став її онук, громадянин держави Ліхтенштейн барон Едуард (Олег) Олександрович Фальц-Фейн. Вагомим є доробок сучасних науковців у вивченні становища німецьких поселенців та особливо діяльності роду Фальц-Фейнів, зокрема І. Кулинича, М. Данилевича, Е. Плесської-Зебольд, О. Владимирського, А. Задерейчук та ін. В Хорлах у 2003 році видана книга-нарис Олени Єрмолаєвої «Володарка Херсонських степів». У 2004 р. у Дрездені вийшла книга німецької дослідниці А. Маас, яка є однією з найґрунтовніших праць з історії відомої родини. 2010 р. з цієї тематики була захищена кандидатська дисертація А. Задерейчук.
У романній дилогії Олеся Гончара «Таврія» (1952) виписано образ Софії Фальц-Фейн — жорстокої, деспотичної, владної поміщиці німкені, що було суголосно совєтським політичним замовленням.

### Відео про Софію Фальц-Фейн
- У Хорлах на Херсонщині вшанували пам'ять засновниці Софії Фальц-Фейн //www.youtube.com
- Фото від порталу німців в Україні //www.youtube.com